# 目連

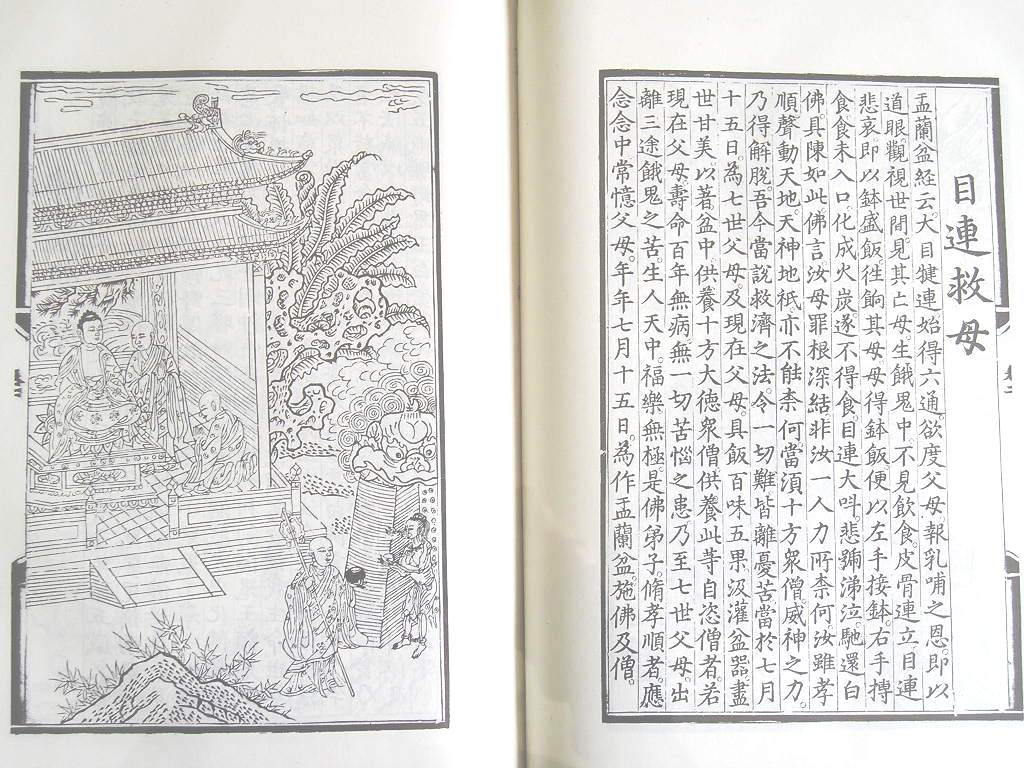
目連が母を救う場面

目連（もくれん、サンスクリット:Maudgalyāyana マウドガリヤーヤナ、パーリ語: Moggallāna モッガッラーナ、意訳:菜茯根,采叔氏,讃誦、音写:目犍連,目健(腱)連）は、古代インドの修行僧であり、釈迦仏の十大弟子の一人である。正しくは目犍連（もくけんれん）であるが、目連と呼ばれることが多い。
目連は原始仏教教団の長老の一人として十大弟子に列せられており、優れた神通力の使い手として神通第一と称された。釈迦の直弟子中でも舎利弗と並ぶ二大弟子として活躍したことから、Mahā（マハー、摩訶＝大）を冠してマハーモッガッラーナ、摩訶目犍連、大目犍連などとも記される。また、パーリ名はテキストの異同によっては一部、モッガラーナ（Moggalāna）とも表記される。

## 生涯

### 生い立ち
マガダ国の王舎城北、拘利迦（コーリカ、あるいはコーリタ）村のモッガリヤ（Moggaliya）というバラモン女性の子で、もとは拘律多（コーリタ）といった。なお『盂蘭盆経』では父を吉懺師子（きっせんしし）、母を青提女（しょうだいにょ）というが、これは中国において作成された偽経とされている（後述）。
彼は容姿端麗で一切の学問に精通していた。幼い頃から隣のナーラダ村の舎利弗（シャーリプトラ）と仲がよかったが、ある日、人々が遊び戯れている姿を見て、厭離の心を生じ出家を共に決意し合った。彼らは当初、500人の青年たちを引き連れて六師外道の一人、懐疑論者サンジャヤ・ベーラッティプッタに弟子入りしたが満足せず、「もし満足する師が見つかれば共に入門しよう」と誓い合った。後に舎利弗がアッサジ（阿説示）比丘に出遭い釈迦とその理法の一端を知ると、目連にも知らせて共にサンジャヤの下を去り、250人の弟子衆を引き連れて竹林精舎に到り釈迦の弟子となった。

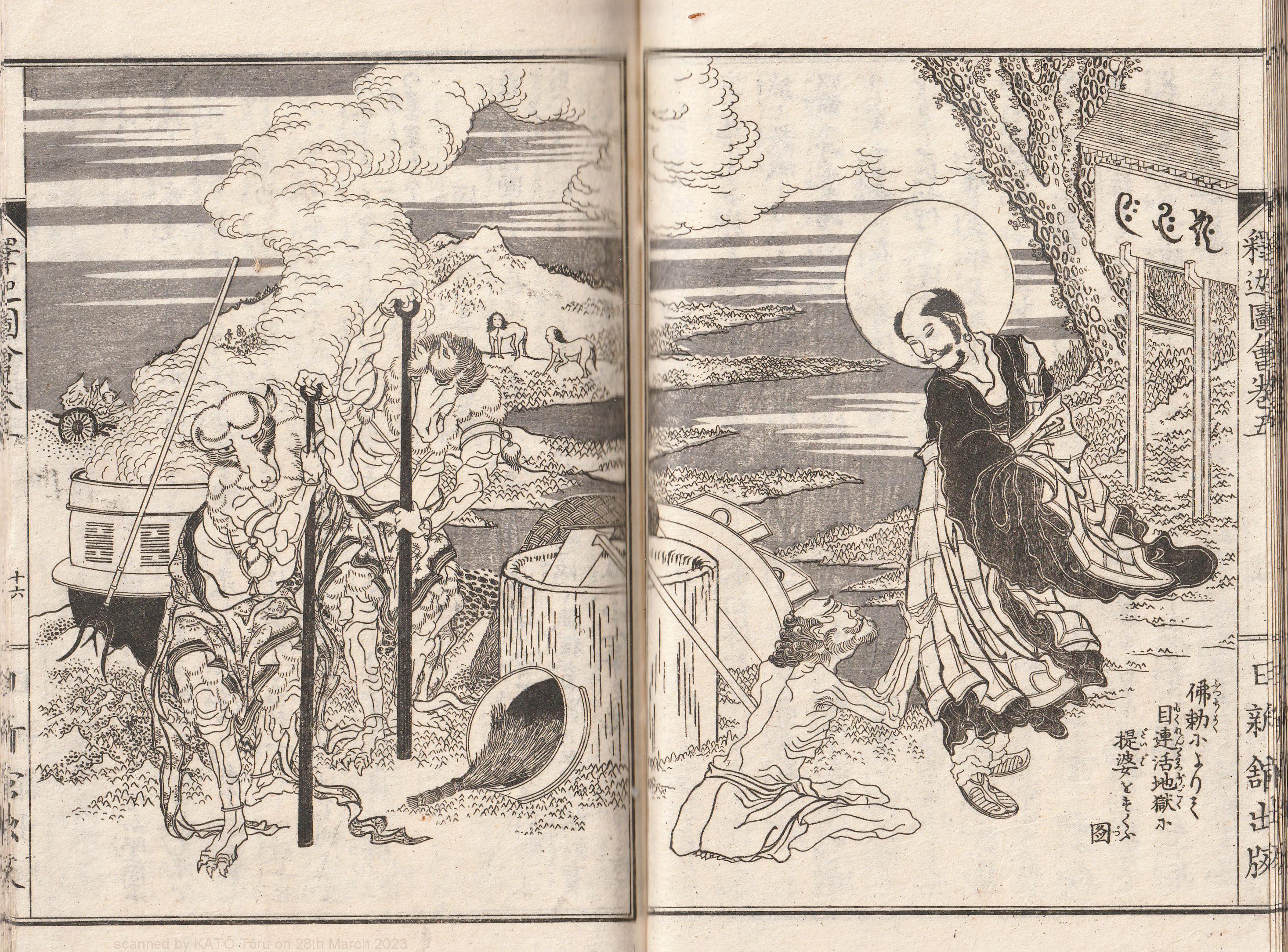
地獄に堕ちた提婆達多を救う目連。葛飾北斎・画。『釈迦御一代記図会』(1839年)より

目連は後に証果（悟り）を得て、教団の長老の一人として各地に赴き釈迦の教化を扶助した。彼は神通力によって釈迦の説法を邪魔する鬼神や竜を降伏させたり、異端者や外道を追放したため、多く恨みをかったこともあり、逆に迫害される事も多く、特に六師外道の一つジャイナ教徒からよく迫害されたという。釈迦教団の長老の一人であったデーヴァダッタ（提婆達多）の弟子たちに暗殺されかかったともいわれている。
また釈迦族を殲滅せんとしたコーサラ国のヴィドゥーダバ王（毘瑠璃王）の軍隊を神通力をもって撃退しようとして、釈迦から制止されたりしたこともあった。

### 臨終
伝説では、釈迦の涅槃に先だって上足の二弟子がまず涅槃するのは、三世（過去現在未来）諸仏の常法といわれる。また『阿毘曇八健度論』巻28には、目連と舎利弗が釈迦に先んじて滅したのは、釈迦の説法が正しいことを証明するために成仏の実相を示した、と説かれているが、彼の臨終の模様については以下の通り（増一阿含経18-19、毘奈耶雑事18、戒因縁経2毘婆沙論4など）。
舎利弗と目連は、釈迦が涅槃せんとするのを知り、夏坐竟てまさに涅槃とす。この時目連は羅閲城に入って行乞した。外道である執杖梵士は彼を見て、「これは沙門瞿曇（釈迦）の弟子だ、かの弟子中でも目連の上に出るものはいない。我等が共に囲んで打ち殺そう」と言った。諸の梵士共に囲って之を打ち捨てて爛尽し苦悩甚だしく、この時目連は神通で脱し祇園精舎に還り舎利弗の所へ至った。
舎利弗は「世尊第一の神通の弟子であるのに、なぜ神通を以って避けなかったのか」と問うと、「我が宿業は極めて重く、我れ神の字に於いて尚憶ふと能わず、況（いわん）や通を発せんをや、我れ極めて疼痛を患う。来たって汝に辞して般涅槃を取る」といった。舎利弗は「汝、いま少し停（とどま）れ、我れまさに先ず滅度を取るべし」といった。舎利弗は釈迦の所へ至り辞して、去って本生処に至り説法して滅度を取った。（「増一阿含経」）
釈迦教団の外護者であったアジャータシャトル（阿闍世）王は、目連が執杖梵士に打ちのめされ瀕死となっているのを聞き、極めて瞋恚して大臣に「かの外道を探索してこれを焼き殺せ」と命じた。目連はこれを知ると「尊命違い難く、もし捉え得れば但国を出でしむべし」（毘奈耶雑事18）。目連の弟子であったアッサジ（阿説迦）とプナッバス（補捺婆素迦）の2人が、師僧である目連が撲殺されたのを聞いて憤怒に堪えず、大力によって執杖梵士を捕えて殺した。
後にある比丘が釈迦にこの件について「聖者目連は何の業があって外道にその身を粉砕せられたのか」と問うと、釈迦は「目連はかつて過去世に、バラモンの子となり婦人を婬溺して母に孝行をしなかった。ある日、母に怒り悪語を発す、曰く如何ぞ勇力の人を得てかの身形を打たんと。この悪語によって五百生の中に於いてまさに打砕せられ、今日聖道を修して神通第一になったが、なおもこの報いを受けたのだ」と説明した（毘奈耶雑事18）。また他の説では、彼は過去世において弊魔だった時に、しばしば拘楼孫仏の上首の弟子であった毘楼尊者を弄び、小児に変化して大杖で彼の頭を撃ち血を流させたことで地獄に堕した。その宿業によって現世では釈迦仏の上首となり外道によって撲殺された（魔嬈乱経）。

## 目連と盂蘭盆
下記に記す盂蘭盆の逸話により、目連が日本におけるお盆及び盆踊りなどの行事の創始者として受け取られている。
目連がある日、先に亡くなった実母である青提女が天上界に生まれ変わっているかを確認すべく、母の居場所を天眼で観察したところ、青提女は天上界どころか餓鬼界に堕し地獄のような逆さ吊りの責め苦に遭っていた。驚いて供物を捧げたところ供物は炎を上げて燃え尽きてしまい、困り果てた目連は釈迦に相談する。釈迦は亡者救済の秘法（一説には施餓鬼の秘法）を目連に伝授し、目連は教えに従って法を施すとたちまちのうちに母親は地獄から浮かび上がり、歓喜の舞を踊りながら昇天した。